# ریو نوریشی
ریو نوریشی (انگلیسی: Ryo Nurishi؛ زادهٔ ۱ مهٔ ۱۹۸۶) بازیکن فوتبال اهل ژاپن است.
از باشگاه‌هایی که در آن بازی کرده‌است می‌توان به باشگاه فوتبال توکیو وردی اشاره کرد.